# Ceny Thálie 2016
Ceny Thálie 2016 je 24. ročník udílení Cen Thálie, které udílí Herecká asociace za mimořádné výkony či celoživotní mistrovství v oblasti jevištního umění. Předsedové oborových porot v činohře, opeře, baletu a v muzikálu a operetě vyhlásili 24 nominovaných osobností 1. února 2017. Vyhlašovací ceremoniál v sobotu 25. března 2017 v pražském Národním divadle moderovali Taťjana Medvecká a Jan Cina, kteří vystřídali po 11 letech v této úloze Antonína Procházku. V přímém přenosu jej vysílala Česká televize na stanici ČT1 a Český rozhlas na stanici Dvojka. Ceny vyrobila sklárna Ajeto ze severočeské obce Lindava.

## Ceny a nominace
Při oficiálním večeru bylo vyhlášeno 15 laureátů:

### Činohra – ženský výkon
- Hana Tomáš Briešťanská (role: Štěpka, Petrolejové lampy, režie: Martin Glaser, Národní divadlo Brno)
  - Iva Janžurová (role: Sarah Bernhardtová, Božská Sarah, režie: Alice Nellis, Divadlo Kalich, Praha
  - Pavlína Štorková (role: Olga, Olga: Horrory z Hrádečku, Martina Schlegelová, Divadlo Letí, Praha

Širší nominace: Magdaléna Borová, Tereza Dočkalová, Martha Issová, Milena Kleinerová, Gabriela Pyšná, Jana Tomečková, Šárka Vykydalová

### Činohra – mužský výkon
- Milan Kňažko (role: Jon, Shylock, Divadlo Na Jezerce, Praha)
  - Robert Mikluš (role: Astrov, Strýček Váňa, HaDivadlo, Brno)
  - Šimon Krupa (role: Jaroslav Pulec, Lidská tragikomedie, Komorní scéna Aréna, Ostrava)

Širší nominace: Michal Isteník, Daniel Krejčík, Norbert Lichý, Pavel Neškudla, Martin Siničák, Jan Teplý, Radek Valenta

### Činohra – celoživotní mistrovství
- Alena Vránová[2][6]

Cenu předali: Daniel Herman (ministr kultury) a Jiří Hromada (předseda Herecké asociace)

### Balet – ženský výkon
Balet, pantomima nebo jiný tanečně dramatický žánr:
- Jui Kjótaniová (role: Kitri, Don Quijote, Moravské divadlo Olomouc)
  - Ivona Jeličová (role: Ona, Chvění, Národní divadlo Brno)
  - Martina Hajdyla Lacová (sólový výkon, L/One of the Seven, Soubor ME-SA, Praha)

Širší nominace: Fanny Barrouquére, Klára Jelínková, Nikola Márová, Aya Watanabe, Michaela Wenzelová

### Balet – mužský výkon
Balet, pantomima nebo jiný tanečně dramatický žánr:
- Radim Vizváry (pantomimický výkon, Sólo, Mime Prague, Praha)
  - Richard Ševčík (role: Don José, Carmen, Divadlo J. K. Tyla, Plzeň)
  - Adam Zvonař (role: princ, Labutí jezero, Divadlo J. K. Tyla, Plzeň)

Širší nominace: Giordano Bozza, Vojtěch Rak, Sergio Méndez Romero, Giovanni Rotolo, Matěj Šust

### Balet – celoživotní mistrovství
- Marcela Martiníková[6][9]

Cenu předali: Adriana Krnáčová (Hlavní město Praha) a Vlastimil Harapes

### Opereta, muzikál – ženský výkon
Muzikál, opereta nebo jiný hudebnědramatický žánr:
- Lenka Pavlovič (role: Hortensie, Ples v opeře, režie: Janka Ryšánek Schmiedtová, Národní divadlo moravskoslezské Ostrava)
  - Hana Holišová (role: Eliška, Noc na Karlštejně, režie: Václav Knop, Divadlo Karlštejn Celebrity Management
  - Ivana Korolová (role: Denisa de Flavigny, Mam'zelle Nitouche, režie: Oldřich Kříž, Divadlo F. X. Šaldy Liberec)

Širší nominace: Alžbeta Bartošová, Michaela Horká, Vendula Příhodová, Markéta Słowiková Glosová, Jana Zenáhlíková

### Opereta, muzikál – mužský výkon
Muzikál, opereta nebo jiný hudebnědramatický žánr:
- Josef Vojtek (role: Mefisto / Faust, Mefisto, režie: Zdeněk Zelenka a Filip Renč, Divadlo Hybernia, Praha)
  - Vojtěch Dyk (role: Celebrant, Mass/Mše, režie: Cabani Michal a Šimon, Produkce BUJOART)
  - Roman Tomeš (role: Jidáš Iškariotský, Jesus Christ Superstar, režie: Jiří Nekvasil, Národní divadlo moravskoslezské Ostrava)

Širší nominace: Tomáš Christian Brázda, Jiří Mach, Petr Mikeska, Lumír Olšovský, Tomáš Vaněk

### Opereta, muzikál – celoživotní mistrovství
- Pavla Břínková[2][6]

Cenu předal: Petr Dvořák (Česká televize)

### Opera – ženský výkon
- Pavla Vykopalová (role: Káťa, Káťa Kabanová, režie: Robert Carsen, Národní divadlo Brno)
  - Barbora Polášková (role: Carmen, Carmen, režie: Jana Andělová Pletichová, Slezské divadlo Opava)
  - Jana Sibera (role: Ophélie, Hamlet, režie: Radovan Lipus, Národní divadlo moravskoslezské Ostrava)

Širší nominace: Jana Dvořáková, Tereza Mátlová, Marta Reichelová, Ivana Rusko, Kristýna Vylíčilová

### Opera – mužský výkon
- Thomas Weinhappel (role: Hamlet, Hamlet, režie: Radovan Lipus, Národní divadlo moravskoslezské Ostrava)
  - Pavel Klečka (role: Macbeth, Macbeth, režie: Martin Otava, Divadlo J. K. Tyla Plzeň)
  - David Szendiuch (role: Attila, Attila, režie: Jana Andělová Pletichová, Slezské divadlo Opava)

Širší nominace: Ondřej Koplík, Csaba Kotlár, Jan Ondráček, Jevhen Šokalo, Martin Štolba

### Opera – celoživotní mistrovství
- Marcela Machotková[2][6]

Cenu předali: Dagmar Hrnčířová (Nadace Život umělce) a Jan Simon (Intergram)

### Zvláštní cena Kolegia
Zvláštní cena Kolegia pro udělování cen Thálie za mimořádný umělecký přínos českému divadelnímu umění:
- Jan Schmid – režisér, dramatik, herec, výtvarník, zakladatel Studia Ypsilon[2][6]

Cenu předali: Josef Středula (ČMKOS) a Zbyněk Brabec (předseda Kolegia)

### Cena Thálie pro činoherce do 33 let
- Veronika Lazorčáková (Divadlo v Dlouhé, Praha)[2][6]

Patron ceny: Nadace Munzarových 

Cenu předali: Barbora Munzarová a Martin Hausenblas

### Loutkové divadlo – celoživotní mistrovství
- Věra Říčařová a František Vítek (loutkář)[2][6]

Cenu předal: Jiří Havelka